# Opogona subaeneella
Opogona subaeneella är en fjärilsart som beskrevs av Walker 1875. Opogona subaeneella ingår i släktet Opogona och familjen äkta malar. Inga underarter finns listade i Catalogue of Life.